# Gert Fröbe
Gert Fröbe (25 de febrero de 1913 – 5 de septiembre de 1988) fue un actor cinematográfico alemán, conocido por su papel de Auric Goldfinger en la película de la serie James Bond film Goldfinger, así como por sus interpretaciones en La ópera de los tres centavos, Chitty Chitty Bang Bang y Der Räuber Hotzenplotz.

## Biografía

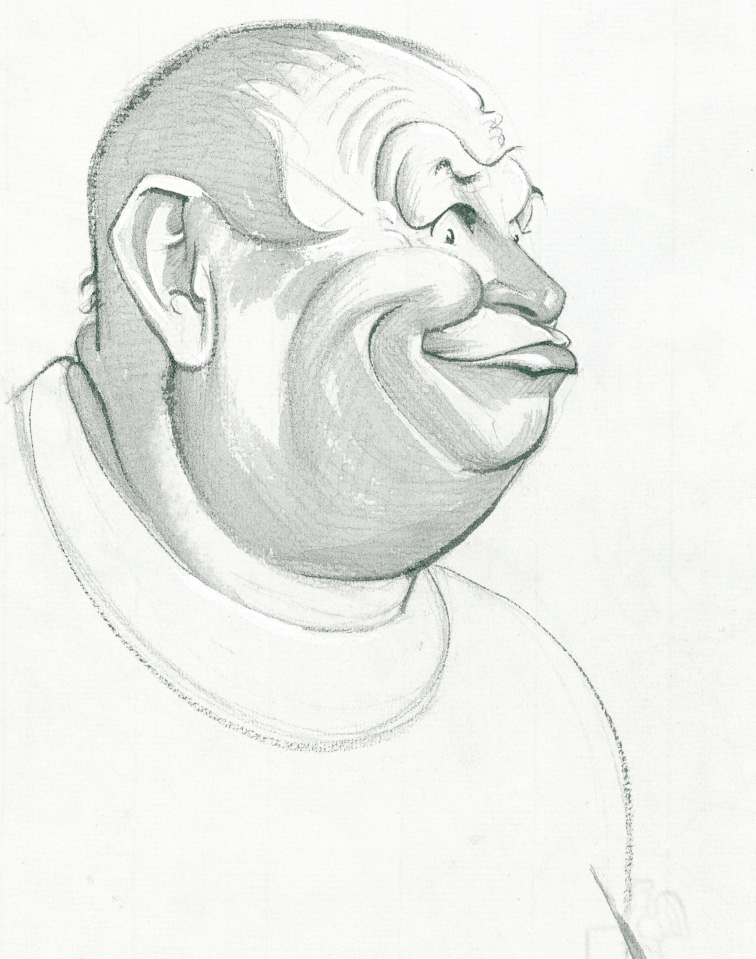
Caricatura de Gert Fröbes por Hans Pfannmüller, 1976

Su nombre completo era Karl Gerhart Fröbe, y nació en Oberplanitz (actualmente parte de Zwickau), Alemania, siendo sus padres Otto Johannes Fröbe, un zapatero, y su esposa, Alma. Aunque en sus comienzos fue violinista, Fröbe se dedicó después a actuar en el teatro y el cabaret. Su maestro fue Erich Ponto, que fue el que reconoció su talento como comediante.
En 1934, con 21 años de edad, ingresó en el Partido Nacionalsocialista Obrero Alemán, el cual abandonó en 1937. Durante el régimen Nazi, Fröbe ayudó a huir de la Gestapo a dos judíos alemanes.
Fröbe ganó la fama con una de las primeras películas alemanas rodadas tras la Segunda Guerra Mundial, Berliner Ballade (1948), en la que interpretaba a "Otto Normalverbraucher" (literalmente, Otto Consumidor Medio). En 1958 fue elegido para encarnar al malvado en la cinta hispano germano suiza El cebo, adaptación de la novela de Friedrich Dürrenmatt, "La promesa". Su papel como asesino en serie de niñas llamó la atención de los productores de la cinta de 1964 de la serie de James Bond Goldfinger, que le dieron el papel de uno de los malvados más recordados de toda la saga, Auric Goldfinger. Debido a su antigua pertenencia al Partido Nacionalsocialista Obrero Alemán, en un principio Goldfinger fue prohibida en Israel, hasta que una familia judía a la que él había protegido durante la guerra decidió salir a la luz pública, agradeciéndole haberles salvado la vida.

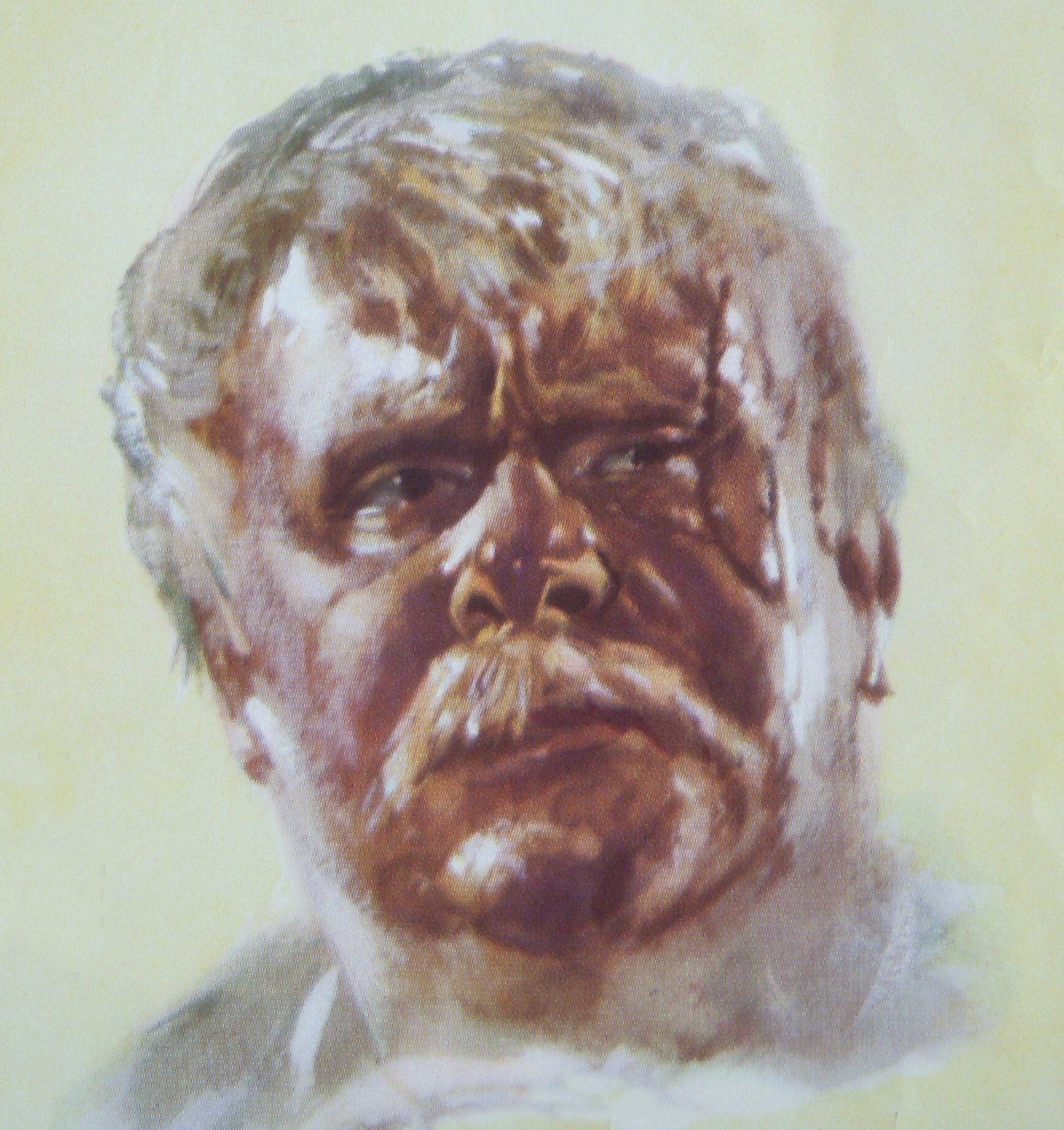
Gert Fröbe en Und ewig singen die Wälder, ilustración de Helmuth Ellgaard, 1959.

Fröbe participó en los años 1960 en varias producciones plagadas de estrellas, entre ellas ¿Arde París?, El día más largo, Aquellos chalados en sus locos cacharros y El rally de Montecarlo y toda su zarabanda de antaño. Debido a su fuerte acento alemán, Fröbe fue doblado en algunos de sus papeles clásicos, en el caso de Chitty Chitty Bang Bang por el estadounidense Roger C. Carmel, y en el Goldfinger por el británico Michael Collins. Otra cinta destacada en la que participó fue Dólares (1971), con Goldie Hawn y Warren Beatty. En los años 1980 Fröbe hizo pequeños papeles en comerciales del Mercedes Benz W123, colaborando en la promoción del vehículo.
Su último papel televisivo tuvo lugar en la serie televisiva de la ZDF Die Schwarzwaldklinik. El episodio en el que participó, Hochzeit mit Hindernissen, se emitió el 25 de marzo de 1989, tras su fallecimiento.
Además de actuar, Fröbe fue un prolífico recitador de poesía lírica, especialmente de la de Christian Morgenstern y Joachim Ringelnatz y Erich Kästner.
Gert Fröbe se casó en cinco ocasiones. De su primer matrimonio con Clara Peter tuvo un hijo, Utz. Entre 1953 y 1959 estuvo casado con la crítica cinematográfica Hannelore Görtz. Su tercer matrimonio fue con la actriz y cantante Tatjana Iwanow, cuyo hijo, Andreas Seyferth, él adoptó. Con la periodista radiofónica Beate Bach permaneció casado desde 1962 hasta la muerte de ella en 1968. Finalmente, en 1970 se casó con Karin Kuderer-Pistorius, cuya hija Beate también adoptó.
Gert Fröbe falleció en Munich, Alemania, en 1988, a causa de un infarto agudo de miocardio. Tenía 75 años de edad. Fue enterrado en el Cementerio Waldfriedhof de Icking.

## Filmografía
| - 1945: Die Kreuzlschreiber - 1948: Der Herr vom andern Stern - 1948: Berliner Ballade - 1949: Nach Regen scheint Sonne - 1951: Decision Before Dawn - 1952: Der Tag vor der Hochzeit - 1953: Man on a Tightrope - 1953: Salto mortale - 1953: Die vertagte Hochzeitsnacht - 1953: Ein Herz spielt falsch - 1953: Arlette erobert Paris - 1953: Hochzeit auf Reisen - 1953: Die kleine Stadt will schlafen gehen - 1954: Morgengrauen - 1954: Das Kreuz am Jägerstein - 1954: Mannequins für Rio - 1954: Das zweite Leben - 1954: Ewiger Walzer - 1954: Mr. Arkadin - 1955: Vom Himmel gefallen - 1955: Der dunkle Stern - 1955: Ich weiß, wofür ich lebe - 1955: Die Helden sind müde - 1955: Das Forsthaus in Tirol - 1956: Ein Mädchen aus Flandern - 1956: Ein Herz schlägt für Erika - 1956: Waldwinter - 1956: Robinson soll nicht sterben - 1957: Typhon sur Nagasaki - 1957: Der tolle Bomberg - 1957: El que debe morir - 1957: Das Herz von St. Pauli - 1957/59: Échec au porteur - 1957: Kavaliere - 1958: Grabenplatz 17 - 1958: Das Mädchen Rosemarie - 1958: I battelieri del Volga - 1958: Nasser Asphalt - 1958: Der Pauker - 1958: El cebo - 1958: Das Mädchen mit den Katzenaugen - 1958: Charmants garçons - 1958: Nick Knattertons Abenteuer - 1959: Jons und Erdme - 1959: Menschen im Hotel - 1959: Am Tag, als der Regen kam - 1959: Und ewig singen die Wälder - 1959: Der Schatz vom Toplitzsee - 1959: Alt Heidelberg - 1959: Ihr Verbrechen war Liebe - 1960: Das kunstseidene Mädchen - 1960: Soldatensender Calais - 1960: Die 1000 Augen des Dr. Mabuse - 1960: Bis dass das Geld euch scheidet - 1960: Le bois des amants - 1960: Der Gauner und der liebe Gott - 1961: Der grüne Bogenschütze - 1961: Im Stahlnetz des Dr. Mabuse - 1961: Via Mala | - 1961: Auf Wiederseh’n - 1962: El día más largo - 1962: Die Rote - 1962: Das Testament des Dr. Mabuse - 1962: Der Mörder - 1963: Mein Mann, der Goldesel - 1963: Die Dreigroschenoper - 1963: Peau de banane - 1963: Cent mille dollars au soleil - 1964: Tonio Kröger - 1964: Echappement libre - 1964: Goldfinger - 1965: Viento en las velas - 1965: Aquellos chalados en sus locos cacharros - 1965: Das Liebeskarussell - 1966: Rififi in Paris - 1966: Ganovenehre - 1966: ¿Arde París? - 1967: La fantastique histoire vraie d’Eddie Chapman - 1967: Tolldreiste Kerle in rasselnden Raketen - 1967: J’ai tué Raspoutine - 1968: Caroline chérie – Schön wie die Sünde - 1968: Chitty Chitty Bang Bang - 1969: El rally de Montecarlo y toda su zarabanda de antaño - 1971: Dólares - 1972: Ludwig - 1973: Morgenstern am Abend (TV) - 1974: Der Räuber Hotzenplotz - 1974: And Then There Were None - 1974: Nuits rouges - 1975: Ambición fallida - 1975: Mein Onkel Theodor oder Wie man im Schlaf viel Geld verdient - 1976: Sonntagsgeschichten (TV) - 1976: Die Schuldigen mit den sauberen Händen (TV) - 1977: Das Gesetz des Clans - 1977: El huevo de la serpiente - 1977: Tod oder Freiheit - 1977: Der Schimmelreiter - 1978: Der Tiefstapler - 1979: Blutspur - 1980: Le coup du parapluie - 1981: Der Falke - 1981: Ein sturer Bock (TV) - 1981: Parcelle brillante (TV) - 1982: Der Garten (TV) - 1982: Der Raub der Sabinerinnen (TV) - 1984: August der Starke (TV) - 1984: Alte Sünden rosten nicht (TV) - 1986: The Little Vampire (TV) - 1989: Die Schwarzwaldklinik (TV) |

## Premios y distinciones
Festival Internacional de Cine de San Sebastián
| Año  | Categoría                           | Película                 | Resultado |
| ---- | ----------------------------------- | ------------------------ | --------- |
| 1961 | Premio San Sebastián al mejor actor | El pícaro y el buen Dios | Ganador   |

- 1959: Premio de la Crítica Alemana
- 1961: Premio Ernst Lubitsch
- 1966: Premio Bambi
- 1967: Bambi
- 1973: Orden del Mérito de la República Federal Alemana[8]
- 1976: Karl-Valentin-Orden
- 1978: Filmband in Gold por su trayectoria cinematográfica
- 1982: Orden al Mérito de Baviera
- 1983: Verleihung der Goldenen Kamera
- 1985: Premio de Plata del Dramatiker Union

## Literatura
- Michael Strauven: Jedermanns Lieblingsschurke. Gert Fröbe. Eine Biographie. Rotbuch, Berlín 2012, ISBN 978-3-86789-165-3.
- Beate Strobel: Gert Fröbe. Vom Stehgeiger zum Goldfinger. Braumüller, Viena 2012, ISBN 978-3-99100-078-5.
- Auf ein Neues, sagte er ... und dabei fiel ihm das Alte ein : Geschichten aus meinem Leben, Frankfurt/M; Berlín : Ullstein, 1988, ISBN 3-548-20995-5

## Documental
- Gert Fröbe. Der Mann mit den tausend Gesichtern. Alemania, 2010, 45 Min., escrito y dirigido por Michael Strauven, Producción: SWR, Inhaltsangabe der ARD, Besprechung der Berliner Morgenpost.